# Sacré-Cœur-de-Marie-Partie-Sud
Sacré-Cœur-de-Marie-Partie-Sud est une ancienne municipalité de paroisse du Québec qui a été annexée à la municipalité d'Adstock en 2001, dans la MRC des Appalaches et dans la région administrative de la Chaudière-Appalaches. Elle est aujourd'hui un secteur de la municipalité d'Adstock.

## Toponyme
Le nom fait référence à la paroisse de Très-Saint-Cœur-de-Marie fondée en 1863 et érigée canoniquement en 1889 ainsi qu'au bureau de poste local qui prit le nom de Sacré-Cœur-de-Marie à partir de 1883. L'appellation a également été inspirée de la paroisse voisine de Sacré-Cœur-de-Jésus.

## Histoire
Les premiers colons de l'endroit sont arrivés à partir de la seconde moitié du 19e siècle, ceux-ci étaient pour la plupart originaires de Saint-Elzéar, de Saint-Joseph-de-Beauce et de Sainte-Marie.

## Chronologie
- 1er janvier 1910 : Création de la paroisse de Sacré-Cœur de Marie à partir du territoire du canton de Thetford.
- 1er juillet 1949 : Le village de Sainte-Anne-du-Lac se détache de la paroisse, le territoire du village étant totalement enclavé dans la paroisse.
- 15 mars 1969 : La paroisse prend le nom de Sacré-Cœur-de-Marie-Partie-Sud.
- 14 février 2001 : La paroisse fusionne avec la municipalité de Saint-Méthode-de-Frontenac pour la création de la municipalité d'Adstock.

## Démographie
| 1911  | 1921  | 1931  | 1941  | 1951  | 1956 | 1961 | 1966 | 1971 |
| ----- | ----- | ----- | ----- | ----- | ---- | ---- | ---- | ---- |
| 1 352 | 1 186 | 1 177 | 1 246 | 1 072 | 977  | 909  | 805  | 718  |

| 1976 | 1981 | 1986 | 1991 | 1996 | 2001 | - | - | - |
| ---- | ---- | ---- | ---- | ---- | ---- | - | - | - |
| 708  | 717  | 702  | 669  | 668  | 632  | - | - | - |

## Patrimoine
Les immeubles du noyau paroissial autour de l'église Très-Saint-Cœur-de-Marie, du monument du Sacré-Cœur, du cimetière, du charnier, de l'ancien presbytère et de l'ancienne école sont cités pour leur valeur patrimoniale depuis juillet 2015. Sur plan de l'architecture résidentielle, plusieurs résidences ont été recensées lors de l'Inventaire du patrimoine bâti de la MRC des Appalaches dont certaines sont situées au centre de l'ancien village,.